# Renato Scorticati
Renato Scorticati (Reggio de l'Emília, 25 de juny de 1908 - Albinea, Província de Reggio de l'Emília, 23 de gener de 1978) fou un ciclista italià, professional entre 1930 i 1940. Del seu palmarès destaca el Giro del Laci de 1934, i el Giro del Vèneto de 1936.

## Palmarès
- 1931
  - 1r a la Coppa del Re
- 1934
  - 1r al Giro del Laci
  - 1r al Giro de Toscana i vencedor d'una etapa
- 1936
  - 1r al Giro del Vèneto
- 1937
  - 1r a la Milà-Màntua

### Resultats al Giro d'Itàlia
- 1931. 15è de la classificació general
- 1932. 10è de la classificació general
- 1933. 21è de la classificació general
- 1934. 13è de la classificació general
- 1935. 21è de la classificació general
- 1936. 24è de la classificació general

### Resultats al Tour de França
- 1933. Abandona (10a etapa)